# جکی دویل پرایس
جکی دویل پرایس (انگلیسی: Jackie Doyle-Price؛ زادهٔ ۵ اوت ۱۹۶۹) سیاستمدار اهل بریتانیا است.